# Сиворакша рожевовола
Сивора́кша рожевовола (Coracias caudatus) — вид сиворакшоподібних птахів родини сиворакшових (Coraciidae).

## Поширення
Вид поширений в Південній та Східній Африці. Бродяжні птахи спостерігалися також в Ємені та Омані.

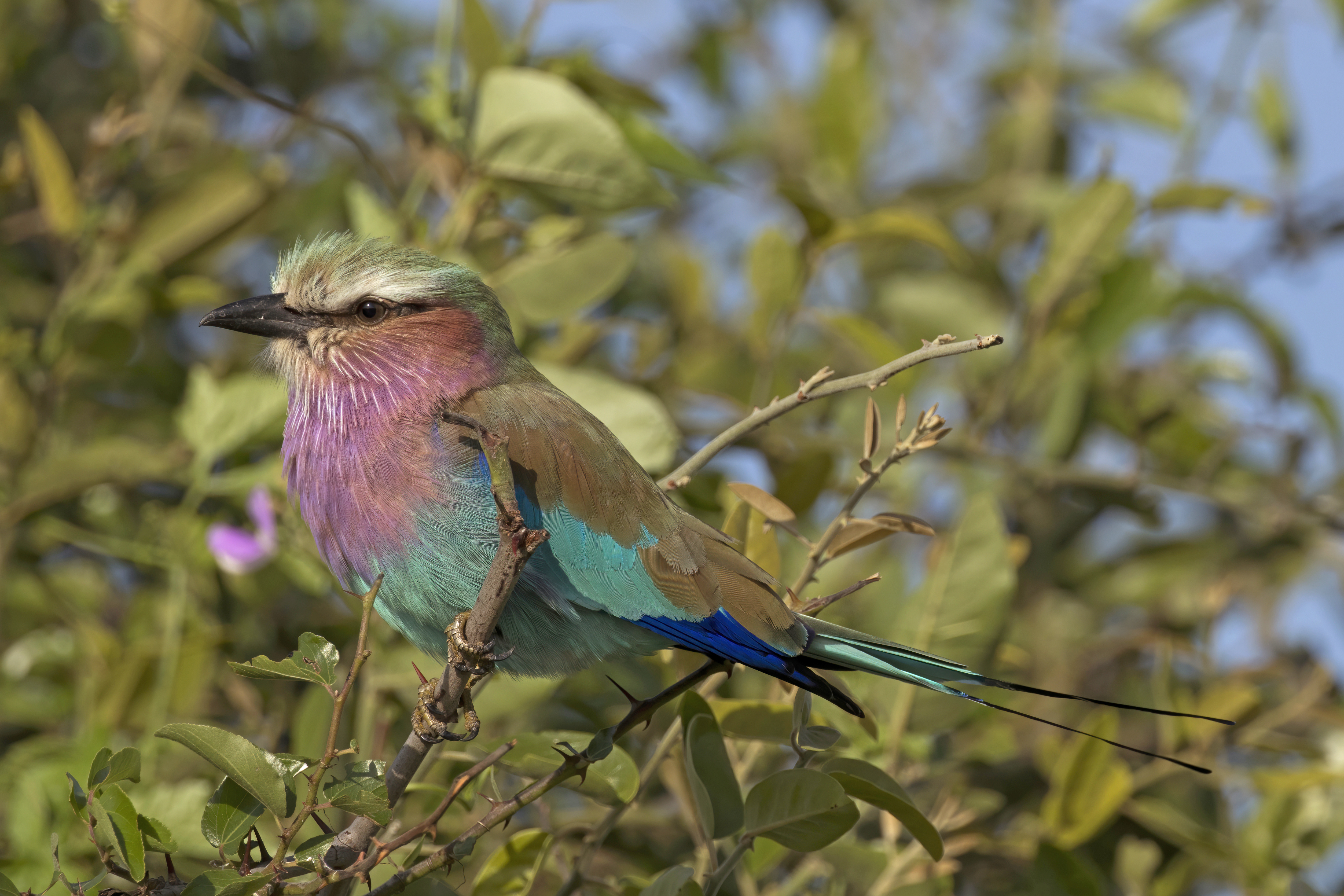
Дорослий птах

## Опис
Птахи завдовжки 36—38 см, розмах крил 50—58 см. Спина та крила коричневі. Нижня сторона крил яскраво-синя. Голова і потилиця зелені, навколо наддзьобка і над очима проходить біла смуга. Груди фіолетові, черево блакитне. Лице та горло червоні. Хвіст виїмчастий.

## Спосіб життя
Живе у саванах. Трапляється поодинці або парами. Часто сидить на верхівках дерев та чагарників, звідки полює на комах, ящірок, скорпіонів, слимаків, дрібних птахів і гризунів. Гнізда облаштовує в дуплах дерев, термітниках, покинутих будинках. У гнізді 2—4 яйця. Насиджують обидва партнери по черзі. Інкубація триває 22—24 дні. Пташенята залишають гніздо через 19 днів після вилуплення.